# TFAT
Jako TFAT (Transaction-Safe FAT File System) se označuje schopnost souborových systémů FAT a exFAT zajistit transakční bezpečnost pro uložená data při diskových operacích. Cílem TFAT je redukovat riziko ztráty dat v případech výpadku energie nebo vyjmutí média (zejména u Flash-disků a paměťových karet).

## TFAT
Původní forma TFAT byla modifikace pomocí softwarového driveru na původním souborovém systému FAT, která používala dvě kopie alokační tabulky (FAT0 a FAT1) místo jen jedné. Všechny změny ve FAT se při diskových operacích zaznamenávaly na FAT1 a až byla daná operace dokončena, změny se reflektovaly (překopírovaly) do FAT0 a tím obnovily konzistenci.

## TexFAT
TexFAT znamená (The Transaction-Safe Extended FAT File System). Zajišťuje podobnou funkcionalitu jako původní TFAT, ale jako souborový systém používá exFAT. Poprvé byl představen ve Windows Embedded CE 6.0 a nahradil původní TFAT. Často je odkazován též pod názvem TFAT, což může způsobovat zmatky.
Použití souborového systému exFAT umožňuje mít větší soubory a větší diskové oddíly. TexFAT vyžaduje softwarový driver specificky pro daný hardware a typ média, na kterém má oddíl s TexFAT být.

## Omezení
Kvůli nedostatečné podpoře v desktopových operačních systémech není ani jedna obdoba TFAT doporučena pro jednotky s vyjmutelnými médii. Zatímco desktopový operační systém jednotku s TFAT může číst, nemůže využívat její transakční bezpečnosti, takže vyjmutí média nebo výpadek energie povede ke ztrátě dat.